# Kōrin Ogata
Kōrin Ogata (jap. 尾形光琳 Ogata Kōrin; ur. 1658, zm. 1716) – japoński malarz, przedstawiciel szkoły Rinpa.

Parawan ozdobiony przez Kōrina Ogatę, z charakterystycznym dla jego twórczości złotym tłem

Syn bogatego kupca pochodzącego z Kioto, był spokrewniony z Kōetsu Hon’amim. W młodości studiował malarstwo szkoły Kanō u boku Sokena Yamamoto. Zajmował się głównie zdobieniem parawanów oraz przedmiotów sztuki użytkowej. Sam również projektował wyroby z laki oraz ozdobne tkaniny. W latach 1704–1711 przebywał w Edo, wykonując portrety na zlecenie feudałów. Później osiadł w Kioto, poświęcając się całkowicie niezależnej działalności artystycznej.
Malował pejzaże, rośliny, zwierzęta oraz ludzi. Wpływ na jego twórczość wywarli Sōtatsu i Kōetsu Hon’ami. W swoich obrazach, cechujących się elegancją formy i kompozycji, łączył wnikliwą obserwację natury z abstrakcyjną formą rysunku. Charakterystyczne dla twórczości Ogaty jest złote tło obrazów. W gronie jego naśladowców znajdowali się Tatebayashi Kagei, Fukae Roshū i Watanabe Shikō.